# 큐슈여객철도 885계 전동차
큐슈여객철도 885계 전동차(일본어: JR九州885系電車)는 큐슈여객철도(JR큐슈)의 교류 특급형 열차다.
2000년 3월 11일 영업 운행을 개시했다.

## 개요
783계와 485계를 사용하고 있던 나가사키 본선을 운행하는 특급 열차 '가모메'의 속도 향상 도모를 위해 제조된 틸팅 차량이다. JR큐슈의 틸팅 차량으로서는 벌써 883계가 제조되어 '소닉'으로 사용되고 있었지만, 이 885계는 883계에 비해 차체·내장을 새롭게 바꾸었다. 또한 2001년에는 '소닉' 증편용으로서 일부 설계 변경된 편성이 제조되고 있다. 디자인은 미토오카 에이지를 중심으로 한 돈디자인 연구소(일본어: ドーンデザイン研究所)가 담당했다.
차량 가격은 한 편성당 10억 8,000만엔(1량 평균 1.8억엔)이며 모두 히타치 제작소에서 제조되었다.
최고속도는 883계와 같은 130km/h이지만, 80km/h 대역 이후의 가속력을 향상시켜 속도향상에 주력하고 있다. 속도종별은 A68.
2001년 일본 철도 친우회 제 44회 블루리본상, 브루넬상, 경제 산업성 굿 디자인상을 수상했다.

## 구조

### 차체
차체는 신칸센 차량, 혹은 독일의 ICE3를 이미지한 것 같은 둥근 모습의 편성 선두부에 연결기를 격납하는 구조의 유선형으로 히타치의 A-Train 공법으로 제조된 알루미늄 더블스킨제 차체이다. 측창은 883계에 비해 약간 작아졌으며 자외선 차단 유리로 변경되었다. 또한 승강문의 가로폭도 883계에 비해 100mm 줄어든 900mm가 되었다. 다만 출입대에 발판은 없다.
도장은 JR큐슈의 차량에 많은 원색을 이용한 디자인에서 탈피하여 흰색 일색으로 차체 하부와 전면 운전대 창문 주위에 띠를 넣은 디자인이다. 이 띠의 색은 가모메 편성이 노란색, 소닉 편성이 파란색으로 로고도 가모메 편성과 소닉 편성에 차이가 있다.

### 대차·기기
대차는 공기제어 부가 자연진자식 대차인 DT406K(전동차)/TR406K(제어차·부수차)가 채용되어 있다. 대차의 외관이나 치수 등은 883계와 유사하지만, 형식은 다르다. 883계 투입선구의 대부분은 최고속도로 주행 가능하고, 100km/h 미만의 속도 제한 개소가 일부 있지만 나가사키 본선 히젠카시마 - 이사하야간에서는 닛포 본선보다 더 심한 제한 70km/h~75km/h가 연속해 존재하기 때문에 틸팅 전동차로서의 차체 경사에 의한 안정성을 높이는 것을 목적으로, 공기 용수철의 좌우 간격을 883계보다 10cm 넓은 1900mm으로 하고 있다. 80km/h 이상의 속도 영역에서의 가속도 향상을 도모했던 것도 같은 이유 때문이다.
제어장치는 VVVF 인버터 제어지만 883계와는 달리 IGBT 소자를 이용한 것으로 변경되었다(모하 885형 100/200번대는 도시바제, 모하 885형 0/400번대 및 쿠모하 885형은 히타치제). 또한 정속 제어도 갖추고 있다.
중간 전동차인 모하 885형에 싱글암식 팬터그래프를 장비하고 있다. 팬터그래프대는 대차 직결 지지대 위에 설치되어 있어(때문에 팬터그래프가 설치되어 있는 모하 885형의 이 부분은 사공간이 되어 있다), 가선추종성을 높이기 위해 대차의 틸팅 동작에 연동하여 기울어진다.

### 차내

#### 좌석
좌석은 전석 리클라이닝 시트이며 보통석·그린석 모두 가죽제다. 이에 따라 구조상 좌석 배면(背面)에 테이블을 설치할 수 없기 때문에 측창의 창과의 거리를 두는 것으로 작은 물품을 놓는 공간의 확보를 도모하고 있다. 또한 헤드레스트 배면에는 티켓 홀더가 설치되어 있다.
좌석의 가죽은 최초부터 손상이 있어 상품가치가 낮은 것을 사용하고 있다. 때문에 가격은 다른 좌석과 같은 정도이다.
그린석의 좌석은 모두 1인 좌석이지만, 중앙의 C열 좌석을 측면 D열 좌석과 인접시키는 것을 통해 1+2열 배열같은 수준으로 배치하고 있다(좌석번호 배치는A+CD. +는 통로). 또한 좌석 배면의 발 받침대가 사라졌다. A열의 벽면과 C·D열의 중간부에 접이식 목제 테이블을 설치하고 있다. 정원 12명으로 883계보다 1열분 적다.
보통석은 일반적인 2+2열 배치 좌석으로, 좌석의 전후 간격은 883계에 비해 20mm 짧은 980mm가 되었다. 보통석에서는 가운데의 팔 받침대에 수납식 목제 테이블을 설치하고 있다.

#### 그 외의 차내설비
측면 화장판은 흰색, 마루는 플로어링이다. 단 사하 885형 100번대 및 300번대(모두 3호차)의 화장판은 어두운 회색이다.
883계에 설치되어 있던 객실 중앙부의 센터 부스는 폐지된 대신, 데크의 면적을 확대하여 차단부(車端部)에 커먼 스페이스를 마련했다. 커먼 스페이스에는 세로로 긴 창문이 설치되어 있다.
차량 사이의 문은 차량간의 반투명 유리문, 보통 객실과 데크를 나누는 상부 투명/하부 반투명 유리문, 그린 객실과 데크를 나누는 목제 문 등 3종이 있으며, 모두 자동문이지만 목제 문은 손으로 센서를 누르지 않으면 열리지 않는다. 유리문은 승무원실에서의 조작에 의한 일괄 개폐가 가능하다. 또한 차량간의 문은 한편의 문의 개폐와 연동하여 다른 한편의 문도 개폐된다.
LED식 정보 표시판은, 객실 단부(차량간 문 윗부분)에 천정에 매다는 형태로 설치되어 있다. LED의 크기나 배치는 883계에 준해 좌측에 금연 표시등, 호차번호 표시, 좌석 종별 표시(1등차:그린 마크, 보통 지정석:녹색의 '指', 보통 자유석:주황색의 '自'), 스크롤식 정보 표시(8문자분으로, 문자다중방송을 이용한 뉴스 전달도 행해진다), 휴대전화 사용 금지 표시, 화장실 사용중 표시 등에 사용된다. 덧붙여 스크롤식 정보 표시판의 영숫자 표시는 보통 전각 문자이지만, 문자다중방송의 뉴스 전달에서는 반각이다. 또,6호차에 지정석과 자유석이 혼재하고 있었던 시기(2003~2007년)에는, 통상의 좌석 종별 표시는 사용되지 않고, '指/自'라고 쓰인 플레이트가 해당 부분에 붙여져 있었다.

### 운전 장치
운전장치는 왼손 조작 원핸들식 마스콘(앞에서부터 역행 5단, 중립, 억속제동, 상용제동 7단, 비상제동)이다. 운전실과 객실 사이에는 투명한 액정 유리가 설치되어 있어 평상시에는 객실 앞부분에서 전방의 풍경을 볼 수 있다. 사고가 있을 때 승객에게 그 광경을 보이지 않도록 선두차량의 마스콘이 비상제동 위치에 있을 때(즉 비상제동이 걸렸을 때)에는 순간적으로 불투명하게 되는 장치를 갖추었다. 또한 승무원 교대 등 마스콘 위치가 비상제동 위치에 들어가면 정차시에도 불투명하게 된다.
또한 TIMS와 같은 미쓰비시 전기제 승무원 지원 모니터(합성 음성과 차임에 의한 정차역 접근 예고 기능 첨부. 승객 취급을 하지 않는 정차역에서도 예고)도 갖추고 있다.
덧붙여 이 차량은 경적으로서 뮤직 호른이 탑재되어 있지만 잘 사용되지 않는다. 이 차량의 뮤직 호른은 운전대 아래의 페달로 조작하는 것이 아닌 운전실 콘솔박스 안의 스위치를 조작하여 사용하기 때문이다. 이 뮤직 호른은 원래 운행중에 울리는 것이 아닌 각종 시험 동작 등의 주의 신호를 위해 설치되었으므로 보통은 들을 수 없다.
뮤직 호른의 음색은 오르골로 연주 시간은 십수초이다.

## 편성
3M3T(전동차 3량, 부수차 3량)의 6량 편성. 하행측에서부터 각각 쿠로하 884형 - 모하 885형 100번대(카모메)/200번대(소닉) - 사하 885형 100번대(카모메)/300번대(소닉) - 사하 885형 - 모하 885형 - 쿠모하 885형이다.
사하 885형 100번대 혹은 300번대(모두 3호차)를 편성에서 제외하고 5량 편성(3M2T)으로 운행하는 일도 가능하다. 때문에 차량과의 연결면에는 밀착 연결기가 설치되어 있다. 이외에는 선두부를 제외하면 모두 반영구 연결기이다.
당초 가모메용 1차 차량이 6량 편성 7편성, 2001년에 소닉용 2차 차량이 5량 편성 4편성 제조되었다. 2003년 소닉 편성의 6량 편성화, 2004년에 사고 폐차된 3량의 보충용이 제조되었다. 2007년 현재 이후의 제조는 없었으며 현재는 6량 편성11편성 합계 66량이 되어 있다.
2023년 3월 기준으로, 모든 편성이 미나미후쿠오카 전차구에 소속되어 있다. 편성번호는 SM1~11이다. 'SM'의 'S'는 885계를, 'M'은 남후쿠오카 전차구 소속을 나타내는 기호다. 운용에 대해서는 별도의 항목에서 서술한다.

### 가모메 편성(SM1~7)

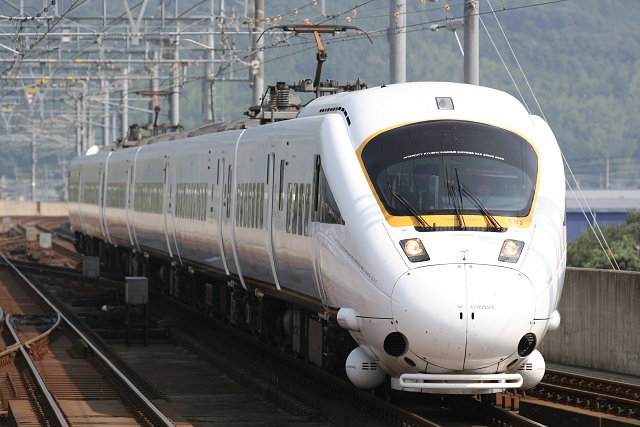
카모메 편성 885계 전동차

SM1~7은 2000년 가모메용으로 투입된 편성으로, 각 차량의 차량번호 끝부분 2자리 수가 편성 번호와 같은 01~07이다. 차체 하부의 띠와 전면 창문 주위가 황색으로 칠해져 있으며 'KAMOME'라고 쓰인 로고가 붙어 있다. 좌석의 색은 보통석·그린석 모두 검은색이다.
이 중 SM3편성의 경우 2003년 7월 18일 나가사키 본선 히젠나가타역 ~ 오에 역 사이에서 발생한 탈선전복사고에 의해 하카타 방면 3량(쿠모하 885/모하 885/사하 885-3)이 사고폐차되어 2004년 대체차량 3량(400번대 차량: 각 형식 403호)이 새로 제조되었다.
400번대 차량은 기본적으로 가모메 편성이지만 선두차량의 와이퍼가 소닉 편성과 같이 2개이며, 등받이 상부의 손잡이 설치법이 1차 차량이나 2차 차량과 다른 등 세세한 차이가 있는 것 외에 편성 내의 다른 차량과 말미 번호에 통일성을 갖추기 위해 번호가 403이 되었다.
전조등은 로우빔시 2개의 할로겐 램프밖에 점등되지 않지만, 하이빔 시에는 787계와 같이, 운전실 창문 위의 할로겐 램프도 점등된다. 미등은 전조등 아래에 가로로 길게 배치되어 있으며, 이런 패턴의 철도차량 디자인은 이 형식이 유일하다.

### 소닉 편성(SM8~11)
SM8~11은 2001년 소닉 용으로 투입된 편성이다. 당초는 5량 편성으로 제조되었기 때문에 차내 설비 일부의 배치가 변경되어 새로 모하 885형 200번대가 등장했다. 그 후 2003년 사하 885형 300번대를 추가하여 6량 편성이 되었다. 그 이외의 차량의 차번 말미 2자리수는 편성번호와 같은 08~11이다.
차체 하부의 띠와 전면창 주위가 파란색으로 칠해져 있으며 'SONIC'이라고 쓰인 로고가 붙어 있다(승객용 창문 아래에도 스테인리스제 로고가 있다). 가모메용 차량보다 전면의 띠가 약간 굵다. 또한 헤드라이트의 형상이 변경됨과 동시에, 가모메 편성에서는 3개 있던 와이퍼가 2개로 줄어들었다. 좌석의 색은 보통차가 에보니, 그린차가 진홍색으로 변경되어 '카모메'편성에 비해 난색계의 내장이 되었다. 또한 창틀에 있던 소형 테이블이 폐지되었다. 도어 차임도 설치되었다.
전조등은 로우빔시 가모메 편성처럼 2개의 할로겐 램프밖에 점등되지 않지만 하이빔시 할로겐 램프 안쪽에 있는 HID라이트 및 운전실창문 위에 설치된 할로겐 램프도 추가로 점등되어 총 5개의 조명이 점등된다. 미등은 가모메 편성과 같이 전조등의 아래 쪽에 가로로 길게 배치되어 있다.

## 사용 열차
2023년 3월(운전시각표 개정 후)현재, 이하와 같다.
- 소닉(2000년 3월, 시로이 소닉): 1·7·17·19·23·29·39·41·45·51·101호, 10·12·16·22·32·34·38·44·54·58·102호

## 관련 상품
- KATO에서 N게이지 철도 모형이 발매되어 있다. '카모메' 사양(SM6 편성)이 모델이다. 커브에서는 실제로 차체가 틸팅한다.
- 반다이의 '스타트레인' 시리즈 제 4탄(2005년 봄 판매)에 카모메용 쿠로하 884(N 게이지 스케일)가 있었다.
- JR큐슈상사에서 885계 전동차의 모습을 담은 DVD를 발매하고 있다.